# Fernando León Boissier
Pour les articles homonymes, voir Boissier.
Fernando León Boissier est un skipper espagnol né le 28 mai 1966 à Las Palmas de Gran Canaria.

## Carrière
Fernando León Boissier obtient une médaille d'or olympique dans la catégorie des Tornado lors des Jeux olympiques d'été de 1996 à Atlanta en compagnie de son coéquipier José Luis Ballester.